# Julie Covington (album)
Julie Covington je studiové album britské zpěvačky Julie Covingtonové, vydané v roce 1978 u vydavatelství Virgin Records. Album produkoval Joe Boyd spolu s Johnem Woodem a obsahuje celkem jedenáct písní různých autorů. Na albu se podílela řada doprovodných hudebník, mezi které patří kytaristé Richard Thompson a Simon Nicol, hráč na různé klávesové nástroje John Cale, varhaník Steve Winwood nebo saxofonista Plas Johnson. Album bylo nahráno ve studiu Britannia Row Studios v Islingtonu. V roce 2000 vyšlo album v reedici doplněné o dvě bonusové písně; jde o písně, které vyšly v roce 1977 jako singl.

## Seznam skladeb
| Pořadí | Název                              | Autor                      | Délka |
| ------ | ---------------------------------- | -------------------------- | ----- |
| 1.     | (I Want to See the) Bright Lights  | Richard Thompson           | 3:41  |
| 2.     | By the Time It Gets Dark           | Sandy Denny                | 2:47  |
| 3.     | Sip the Wine                       | Tim Drummond               | 5:50  |
| 4.     | How                                | John Lennon                | 3:38  |
| 5.     | Barbara's Song                     | Bertolt Brecht, Kurt Weill | 4:34  |
| 6.     | A Little Bit More                  | Karen Alexander            | 2:47  |
| 7.     | Let Me Make Something in Your Life | Jim Capaldi, Steve Winwood | 4:26  |
| 8.     | I Can't Dance                      | Tom T. Hall                | 3:56  |
| 9.     | The Kick Inside                    | Kate Bushová               | 4:19  |
| 10.    | Dead Weight                        | Anna McGarrigle            | 2:23  |
| 11.    | Dancing in the Dark                | Andy Fairweather-Low       | 3:00  |
| 12.    | Easy to Slip                       | Lowell George, Fred Martin | 4:16  |
| 13.    | Only Women Bleed                   | Alice Cooper, Dick Wagner  | 4:19  |

## Obsazení
- Julie Covingtonová – zpěv
- Russ Titelman – kytara
- Simon Nicol – kytara
- Richard Thompson – kytara, mandola, doprovodné vokály
- Trevor Lucas – kytara, doprovodné vokály
- Neil Larsen – klávesy
- Willie Weeks – baskytara
- Chris Spedding – kytarový syntezátor
- John Cale – klavír, varhany, clavinet, klávesy
- Steve Winwood – varhany
- John Kirkpatrick – akordeon
- Plas Johnson – saxofon
- Andy Newmark – bicí
- Ray Cooper – perkuse
- Greg Prestopino – doprovodné vokály
- Andy Fairweather-Low – doprovodné vokály
- Gary Travers – doprovodné vokály
- Iain Matthews – doprovodné vokály